# Richard Cheatham
Richard Cheatham (* 20. Februar 1799 in Springfield, Tennessee; † 9. Februar 1845 im Robertson County, Tennessee) war ein US-amerikanischer Politiker. Zwischen 1837 und 1839 vertrat er den Bundesstaat Tennessee im US-Repräsentantenhaus.

## Werdegang
Nach der Grundschule wurde Richard Cheatham im Handel tätig. Später engagierte er sich auch in der Landwirtschaft und hier vor allem auf dem Gebiet der Viehzucht. Außerdem betrieb er eine Baumwollspinnerei. Gleichzeitig begann er eine politische Laufbahn. Im Jahr 1833 wurde er in das Repräsentantenhaus von Tennessee gewählt. Im Jahr 1834 war Cheatham Mitglied einer Versammlung zur Überarbeitung der Verfassung seines Heimatstaates. In der Miliz von Tennessee stieg er bis zum General auf.
Cheatham wurde Mitglied der 1835 gegründeten Whig Party. Zwischen 1830 und 1834 kandidierte er dreimal erfolglos für den Kongress. Bei den Wahlen des Jahres 1836 wurde er dann im elften Wahlbezirk von Tennessee in das US-Repräsentantenhaus in Washington, D.C. gewählt, wo er am 4. März 1837 die Nachfolge von Cave Johnson antrat. Da er im Jahr 1838 nicht bestätigt wurde, konnte er bis zum 3. März 1839 nur eine Legislaturperiode im Kongress absolvieren. Im Jahr 1840 bewarb er sich nochmals erfolglos um die Rückkehr ins US-Repräsentantenhaus.
In den Jahren nach seinem Ausscheiden aus dem Kongress nahm Richard Cheatham seine früheren Tätigkeiten wieder auf. Er starb am 9. September 1845 während eines Besuchs in der Ortschaft White’s Creek Springs im Robertson County.